# Pays de Remiremont et ses vallées
Le pays de Remiremont et de ses vallées est un Pôle d'équilibre territorial et rural et anciennement un Pays française situé en région Grand Est, plus précisément dans la région historique et culturelle de Lorraine.

## Historique
Le syndicat mixte du pays de Remiremont et de ses vallées, porteur de cette initiative, a été constitué en octobre 2002.
Finalisée en 2004, la Charte de développement du pays constitue le projet de développement porté par les élus de 31 communes (objectifs et enjeux, axes d’intervention), avec l’appui du Conseil de Développement rassemblant les acteurs socio-économiques du territoire.
La démarche engagée par le pays se poursuit autour de 5 champs d’actions prioritaires traduits en actions concrètes au service des habitants, à savoir :
- la coopération économique ;
- l’organisation de l’accueil touristique ;
- la promotion de la santé ;
- l’organisation des transports ;
- la gestion durable des ressources naturelles (bois-énergie, cours d’eau…).

## Situation
Rattaché administrativement à l’arrondissement d’Épinal dans le département des Vosges, son périmètre s’étend sur environ 741 km2, sur les quatre cantons de Remiremont, Saulxures-sur-Moselotte, Le Thillot et
Plombières-les-Bains.
Au cœur du massif des Vosges, le pays de Remiremont et de ses vallées est situé sur un territoire de moyenne montagne, dont une grande partie est incluse dans le périmètre du parc naturel régional des Ballons des Vosges.
Cet espace de vie, situé au sud-est du département des Vosges, comprend 31 communes, cinq communautés de communes et relie les hautes vallées de la Moselle et de la Moselotte jusqu’en aval de Remiremont. Il s’étend ainsi jusqu’au Val d’Ajol et à Plombières-les-Bains.
La Loi du 27 janvier 2014 prévoit désormais la possibilité pour le syndicat mixte du Pays d'évoluer en un Pôle d'Équilibre Territorial et Rural (PETR), syndicat mixte de nature particulière,.
Son logo, sur un fond vert figurant le département, présente le cours stylisé de la Moselle et de son affluent la Moselotte ainsi qu’une branche garnie de deux bourgeons représentant les limites Ouest et Nord du pays.
La ville-centre et le siège du syndicat mixte sont Remiremont, pôle de service et ville d’accueil du TGV Est européen.

## Contributions du pays
Le pays a :
- aidé à l'ouverture de six « Relais Services Publics » intercommunaux au Val d’Ajol, à Plombières-les-Bains, à Saint-Maurice-sur-Moselle et à Saulxures-sur-Moselotte, à Cornimont et à la Bresse, destinés à simplifier les démarches administratives et de recherche d’emploi ;
- créé un réseau de bornes en façade de chaque office de tourisme du pays et à la gare de Remiremont (14 bornes touristiques), qui permet à chacun d'accéder 24h/24 à l'offre touristique détaillée ;
- mis en place un Espace Santé (7 rue Georges Lang à Remiremont) qui a permis d'accompagner depuis son lancement de très nombreuses personnes atteintes de maladies chroniques et les aider à mieux vivre leur maladie, grâce à des ateliers adaptés ;
- organisé des ateliers « espace santé mémoire » ou « images de soi » destinés à informer le public sur la prévention et la prise en charge des pathologies apparentées (maladie d’Alzheimer, troubles de la mémoire, cancérologie…)
- aide à piloter le forum des métiers et le forum de l'apprentissage depuis plusieurs années en partenariat avec le Centre d'Information et d'Orientation et la Mission Locale, qui permet à de nombreux collégiens et lycéens du pays de découvrir les métiers d'aujourd'hui et de demain ;
- organise de nombreuses actions de santé publique sur des thèmes variés, en faveur du bien-vieillir, de la petite enfance, de la précarité, de l'adolescence...
- assure l'accueil et la promotion touristique des activités situées sur le territoire du pays, la maison du pays accueillant les touristes et les voyageurs en gare de Remiremont ;
- assure la promotion du bois-énergie, à travers la constitution d’un marché groupé entre plusieurs collectivités du pays possédant une chaufferie-bois collective.

Et aussi :
- a aidé à l'acquisition et l'aménagement du nouveau Centre de Géologie Terrae Génésis le long de la « Voie Verte des Hautes-Vosges » ;
- soutenu la réalisation de la nouvelle médiathèque intercommunale à Remiremont, en réseau avec les sites de Saint-Nabord, Vecoux, Dommartin-lès-Remiremont et Saint-Étienne-lès-Remiremont ;
- assuré la promotion et la signalétique de la « Voie Verte des Hautes-Vosges », conjuguant la pratique sportive et la découverte du pays ;
- réalisé les « guides santé » sur le handicap, les dépendances aux produits ;
- soutenu la formation d’animateurs (BAFA) et de directeurs (BAFD) de centres de loisirs et d’accueils périscolaires.